# Comuna Ghelari, Hunedoara
Ghelari (în maghiară: Gyalár, în germană: Gelar) este o comună în județul Hunedoara, Transilvania, România, formată din satele Ghelari (reședința), Govăjdia, Plop și Ruda.

## Demografie
Componența etnică a comunei Ghelari
     Români (79,75%)
     Alte etnii (0,67%)
     Necunoscută (19,59%)
Componența confesională a comunei Ghelari
     Ortodocși (76,22%)
     Alte religii (3,26%)
     Necunoscută (20,52%)
Conform recensământului efectuat în 2021, populația comunei Ghelari se ridică la 1.501 locuitori, în scădere față de recensământul anterior din 2011, când fuseseră înregistrați 1.983 de locuitori. Majoritatea locuitorilor sunt români (79,75%), iar pentru 19,59% nu se cunoaște apartenența etnică. Din punct de vedere confesional, majoritatea locuitorilor sunt ortodocși (76,22%), iar pentru 20,52% nu se cunoaște apartenența confesională.

## Politică și administrație
Comuna Ghelari este administrată de un primar și un consiliu local compus din 11 consilieri. Primarul, Iancu-Emerson Toma[*], de la Partidul Social Democrat, este în funcție din octombrie 2020. Începând cu alegerile locale din 2024, consiliul local are următoarea componență pe partide politice:
|  | Partid                          | Consilieri | Componența Consiliului | Componența Consiliului | Componența Consiliului | Componența Consiliului | Componența Consiliului |
|  | ------------------------------- | ---------- | ---------------------- | ---------------------- | ---------------------- | ---------------------- | ---------------------- |
|  | Partidul Social Democrat        | 5          |                        |                        |                        |                        |                        |
|  | Partidul Național Liberal       | 4          |                        |                        |                        |                        |                        |
|  | Alianța pentru Unirea Românilor | 1          |                        |                        |                        |                        |                        |
|  | Lăscuțoni Bogdan-Iancu          | 1          |                        |                        |                        |                        |                        |

## Atracții turistice
- Biserica de zid din satul Ghelari, construcție 1770, monument istoric
- Biserica "Sfinții Arhangheli Mihail și Gavriil" din satul Ruda, construcție 1653, monument istoric
- Crucea memorială din Ghelari, construcție 1916 - 1818, monument istoric
- Cuptorul de reducere a minereurilor de fier din Ghelari, construcție secolul al IX-lea, monument istoric
- Furnalul vechi de la Găvojdia, construcție 1806, monument istoric
- Munții Poiana Ruscă